# Boissy-le-Sec
Boissy-le-Sec è un comune francese di 671 abitanti situato nel dipartimento dell'Essonne nella regione dell'Île-de-France.

## Società

### Evoluzione demografica
Abitanti censiti